# CMLL vs. AEW & ROH
CMLL vs. AEW & ROH foi um evento de 2025 wrestling profissional co-promovido pela promoção americana Ring of Honor, promoção irmã All Elite Wrestling e todos Mexicano wrestling profissional empresa Consejo Mundial de Lucha Libre (CMLL). O evento aconteceu em 17 de junho de 2025 na Arena México na Cidade do México, México. Este programa foi transmitido ao vivo no canal YouTube da CMLL através do nível de assinatura Superstar Fan.

## Produção

### Rivalidades
CMLL vs. AEW & ROH apresentavam luta livre profissional que envolviam diferentes lutadores de rivalidades pré-existentes e  enredos. As histórias foram produzidas no programa de streaming da ROH Honor Club TV, bem como nos programas semanais de televisão da AEW, Dynamite e Collision, e vários programas da CMLL em seu canal no YouTube.
No CMLL vs. AEW & ROH Bandido defenderá seu Campeonato Mundial da ROH contra Máscara Dorada da CMLL, os dois são mexicanos e originários do México. Os dois também se conheciam um pouco um mês antes do evento. Máscara deu uma entrevista sobre como enfrentar Bandido no evento assim que a partida foi anunciada pela primeira vez e Bandido disse que está interessado em enfrentar Máscara no futuro, antes do evento.

## Resultados
| Nº                                          | Resultados | Estipulações                                         |
| ------------------------------------------- | --- | ---------------------------------------------------- |
| 1                                           | Persephone derrotou Red Velvet | Luta individual                                      |
| 2                                           | Los Hermanos Chávez (Ángel de Oro e Niebla Roja) (c) derrotaram CRU (Lio Rush e Action Andretti)                                                | Luta de duplas pelo CMLL World Tag Team Championship |
| 3                                           | Hologram (com Alex Abrahantes) derrotou Neón | Luta individual                                      |
| 4                                           | Atlantis Jr. derrotou Josh Alexander | Luta individual                                      |
| 5                                           | Último Guerrero, Averno, Gran Guerrero e Euforia derrotaram The Don Callis Family (Konosuke Takeshita, Kyle Fletcher, Rocky Romero e Hechicero) | Luta de tag team de oito homens                      |
| 6                                           | Bandido (c) derrotou Máscara Dorada | Luta individual pelo Campeonato Mundial da ROH       |
| (c) – Refere-se aos campeões antes da luta. | |                                                      |